# Classificació dels joves a la Volta a Espanya
La classificació dels joves de la Volta a Espanya fou instaurada el 2017, sent una de les classificacions secundàries de la Volta a Espanya. Aquesta classificació premia al ciclista menor de 25 anys millor classificat en la classificació general. Durant el desenvolupament de la cursa el líder d'aquesta classificació porta un mallot blanc que el diferencia de la resta de corredors.
Aquesta classificació es crea en l'edició del 2017, sense que se li atorgui cap mallot distintiu al ciclista que lidera la classificació, sols un dorsal vermell. És patrocinat pel diari As. A partir de l'edició de 2019, el líder de la classificació porta un mallot blanc, que fins aquell moment havia estat associat a la classificació de la combinada, la qual desapareix.

## Palmarès
| Any  | Nom                | País      | Equip                  | Classificació general | Altres classificacions |
| ---- | ------------------ | --------- | ---------------------- | --------------------- | ---------------------- |
| 2017 | Miguel Ángel López | Colòmbia  | Astana                 | 8è                    | -                      |
| 2018 | Enric Mas Nicolau  | Espanya   | Quick-Step Floors      | 2n                    | -                      |
| 2019 | Tadej Pogačar      | Eslovènia | UAE Emirates           | 3r                    | -                      |
| 2020 | Enric Mas Nicolau  | Espanya   | Movistar               | 5è                    | -                      |
| 2021 | Gino Mäder         | Suïssa    | Bahrain Victorious     | 5è                    | -                      |
| 2022 | Remco Evenepoel    | Bèlgica   | Quick-Step Alpha Vinyl | 1r                    | General                |
| 2023 | Juan Ayuso         | Espanya   | UAE Emirates           | 4t                    | -                      |
| 2024 | Mattias Skjelmose  | Dinamarca | Lidl-Trek              | 6è                    | -                      |